# Нёшатель, Клод де
Клод де Нёшатель (фр. Claude de Neufchâtel; 1449? — 24 февраля 1505), сеньор де Феи — бургундский военачальник, государственный деятель и дипломат.

## Биография
Третий сын Тьебо IX де Нёшателя и Бонны де Шатовилен.
Сеньор де Феи, Грансе, Эпиналь, Шатель-сюр-Мозель.
Предназначался для духовной карьеры, но после смерти старшего брата Тьебо X ему позволили остаться светским сеньором. В 1465 году женился на Бонне де Буле, которая, вместе со своей сестрой Элизабет, была наследницей Жана де Буле. Овладев наследством, семейство Нёшателей получило ряд шателений. Две были на юге Люксембурга: Дифферданж и Солёвр, и две севернее: Бербург и Ларошетт. К этим землям добавлялись права на принадлежавшие Элизабет Дюделанж и Ла-Рош-ан-Арденн. Утверждение Нёшателей в Люксембурге отвечало интересам герцога Бургундии, стремившегося внедрить в недавно присоединенные области бургундские линьяжи, чья преданность не вызывала сомнений. Это должно было беспокоить Жана Калабрийского и Рене Анжуйского, так как земли Нёшателей оказались рядом с северными превотствами герцогства Бар. «Земли Клода сформировали новый полюс в недрах линьяжа».
Камергер герцога Бургундии Карла Смелого. Вместе со старшим братом был посвящен в рыцари в 1468 году, после подавления Льежского восстания. В 1470 году служил герцогу с 43 тяжеловооруженными всадниками и 115 стрелками.
Во время Бургундских войн Клод стал капитаном в армии Карла Смелого. Он действовал в Ниверне против французов, и в начале 1474 года именовался lieutenant sur certaines compaignies de noz gens de guerre (заместитель над некоторыми ротами наших воинов), а 29 мая 1474, в ходе военного смотра роты Троилы да Россано в Монжюстисе, назван lieutenant et cappitaine general de monseigneur le duc sur les gens d’armes de ses ordonnances et autre estans es marches de par deca, то есть генеральным наместником в Люксембурге.
После заключения перемирия Клод де Нёшатель и Оливье де Ламарш получили 11 мая 1474 задание наказать графа Генриха Вюртембергского, отец которого поддержал восстание в Эльзасе. Захваченного в Люксембурге графа они привезли к стенам его столицы Монбельяра, где Ламарш должен был стать губернатором, и угрожали предать смерти, если гарнизон не откроет ворота, но успеха не добились.
22 июня сеньор де Феи получил новый приказ: оставить в графстве Монбельяр для ведения военных действий роты Жана д'Иньи и Антуана де Линанжа, а самому соединиться с Ламаршем и Жаком де Монмартеном, для надежного конвоирования пленного графа. Части войск был дан приказ сконцентрироваться в районах городов Нёшатель и Фонтенуа в ожидании приказов Клода, которому они должны были повиноваться, как самому герцогу. С войсками Клода соединился Этьен де Хагенбах, и во второй половине августа они разграбили часть местности Порентрюи и Верхнего Эльзаса. Жестокости, произведенные в Зундгау, были столь чудовищны, что четыре сотни ферретских крестьян восстали и 24 августа пытались осадить Бламон, принадлежавший Нёшателям. Из-за промокшего пороха они смогли пойти на штурм, и были почти все перебиты во время вылазки из крепости.
Пока герцог безуспешно осаждал Нойс, отряды швейцарцев двинулись во Франш-Конте через сеньории Эрикур и Бламон, принадлежавшие Нёшателям. Анри де Нёшатель был разбит в сражении под Эрикуром, затем Клод информировал герцога о падении Пьерфора и Фолькемона 21 июня.
В августе 1475, в ходе войны с герцогом Лотарингским, Клод с несколькими капитанами и отрядом в 13 тыс. человек, осадил замок Конфлан-ан-Жарнизи, который Карл ему уступил вместе с Бузи, но который еще надо было завоевать.
В сентябре был достигнут важный дипломатический успех: в Солёвре, принадлежавшем Клоду де Нёшателю, Карлу Смелому удалось заключить девятилетнее перемирие с французами. Клод, без сомнения, участвовал в переговорах, поскольку 5 сентября информировал брата, стоявшего у Дарни, о подписании договора, из которого был исключен герцог Лотарингский.
В ходе масштабного набега на Лотарингию герцог прошел Шарм, Эпиналь и Водемон, которые пообещал передать Клоду, а затем вступил в Нанси, но разгром его армии при Муртене привел к восстанию лотарингских сеньоров, изгонявших бургундцев из своих владений.
22 июля 1476 Карл Смелый направил гневное послание Клоду, в котором возмущался действиями Штатов Бургундии, не снарядивших на войну достаточного числа людей, и упрекал Нёшателя в бездействии.
После гибели Карла Смелого Клод де Нёшатель стал верным сторонником его дочери Марии Бургундской. Он пострадал от гибели Бургундского государства меньше, чем другие члены семьи, поскольку владел землями в достаточно защищенном Люксембурге и сеньориями Феи и Грансе в герцогстве Бургундском и епископстве Лангрском. Его финансы пострадали от французской оккупации Бургундии, прохода войск через его земли, и расходов на оборону герцогства.
В мае 1477 он получил от герцогини мандат на ведение мирных переговоров с герцогом Лотарингским и Трирским архиепископом. Вместе с Гийомом де Лабомом, сеньором д'Ирленом, был послан сопровождать Максимилиана Габсбурга из Германии в Нидерланды, и в августе присутствовал на бракосочетании Максимилиана и Марии в Генте.
В 1478 году присоединился к посольству архиепископа Безасона Шарля де Нёшателя и Гийома де Рошфора на переговорах в Швейцарии. Бургундцам удалось добиться от представителей кантонов в Цюрихе заключения вечного мира с Максимилианом и Марией, но швейцарцы оценили претензии на Франш-Конте, порожденные правом войны, в 150 тыс. рейнских флоринов, и эту сумму эрцгерцог собрать не смог.
Летом 1478 Клод добился от епископа Базельского по условиям Второго Цюрихского договора (30.07.1478) реституции захваченных владений семьи Нёшателей: сеньорий Бламон, Клемон и Пон-де-Руад, «в том же состоянии и под теми же правами, с какими названный епископ ими владел». Это уточнение позволило в XVI веке наследникам дома Нёшателей добиваться отсутствия сюзеренитета над этими землями в силу права войны.
Вместе с младшими братьями Клод собрал выкуп за Анри де Нёшателя, взятого в плен в битве при Нанси, и выпущенного в сентябре 1479.
Клод фактически распоряжался в Люксембурге до конца 1480-х годов. В 1480—1483 годах он снова был губернатором, и в этом качестве 18 мая 1483 заключил оборонительный союз со Штатами Лотарингии и Меца. В 1483 году Максимилиан назначил его маршалом Люксембурга, с задачей умиротворения страны, страдавшей от внутренних мятежей и внешних вторжений. По этому случаю Клод получил от принца еще несколько сеньорий, отобранных у мятежников, особенно у Родемаков и Ламарков.
В 1484 году Максимилиан передал ему Монтрон и другие земли из числа владений покойного Жана де Молена, захваченных по праву войны и конфискованных за измену.
Анри и Клод оспаривали у Бонны де Нёшатель, вдовы графа де Монревеля, и наследницы своего брата Антуана, владение Л'Илем и Шатло, но парламент в 1492 году оставил эти сеньории Бонне, а Филипп I Красивый, к которому в 1503 году снова обратились, как к арбитру, присудил их дочери Бонны.
В 1491 году на капитуле в Мехелене принят в рыцари ордена Золотого руна, а в последующие годы получил такие доходные бенефиции, как охрана Люксёя или капитанство в Фоконье.
Он также привлек в герцогство своего брата Жака, аббата в Эхтернахе, затем в Сен-Венсане в Меце, и, наконец, в Люксембурге.
Анри де Нёшатель, перешедший на французскую службу, умер в августе 1504. 24 августа 1504 Клод и его младший брат Гийом, сеньор де Монтрон, договорились в Безансоне о разделе наследства отца и старшего брата. Гийом получил Феи, Понтьон, Клемон и претензии на Л'Иль и Шатло.
Клод умер в начале следующего года. В 2001—2003 годах в ходе раскопок Плато дю Сен-Эспри в Люксембурге, на месте средневекового монастыря Святого Духа, были обнаружены остатки круглой гробницы Клода де Нёшателя.

## Семья
Жена (контракт 7.05.1465): Бонна де Буле (ум. после 1518), дочь Жана де Буле, сеньора де Солёвр, Борепер и Дюделанж, и Маргареты фон Эльтер (д'Отель). Унаследовала земли Грансе, Феи, Селонже, Жемо, Пуансон и Бургиньон, что было подтверждено ее матерью 9 марта 1466, и за каковые владения Клод принес оммаж королю.
Дети:
- Тьебо XI де Нёшатель (1476—1501), сеньор де Солёвр. Умер в Л'Иль-сюр-ле-Ду
- Бонна де Нёшатель (1480—19.05.1515), дама де Нёшатель. Муж 1) (1500, Мец): Луи де Бланмон (ум. 1503), сеньор де Сент-Круа; 2) (1506): граф Вильгельм фон Фюрстенберг (1491—1549)
- Маргерита де Нёшатель (1481—3.09.1549), аббатиса Бома, затем Ремирмона. Унаследовала от сестер землю Шатель-сюр-Мозель, которую 26.11.1534 подарила племяннику Францу фон Мандершейду, который принес за нее оммаж герцогу Лотарингскому 31.12.1536[26]
- Элизабет де Нёшатель (1485—20.11.1533). Муж 1) (1505, Трир): Феликс фон Верденберг (ум. 1530); 2 (19.05.1533): Дитрих IV фон Мандершейд (1481—1551), граф фон Мандершейд и Вирнебург